# L'Hipparque
Pour les articles homonymes, voir Hipparque.

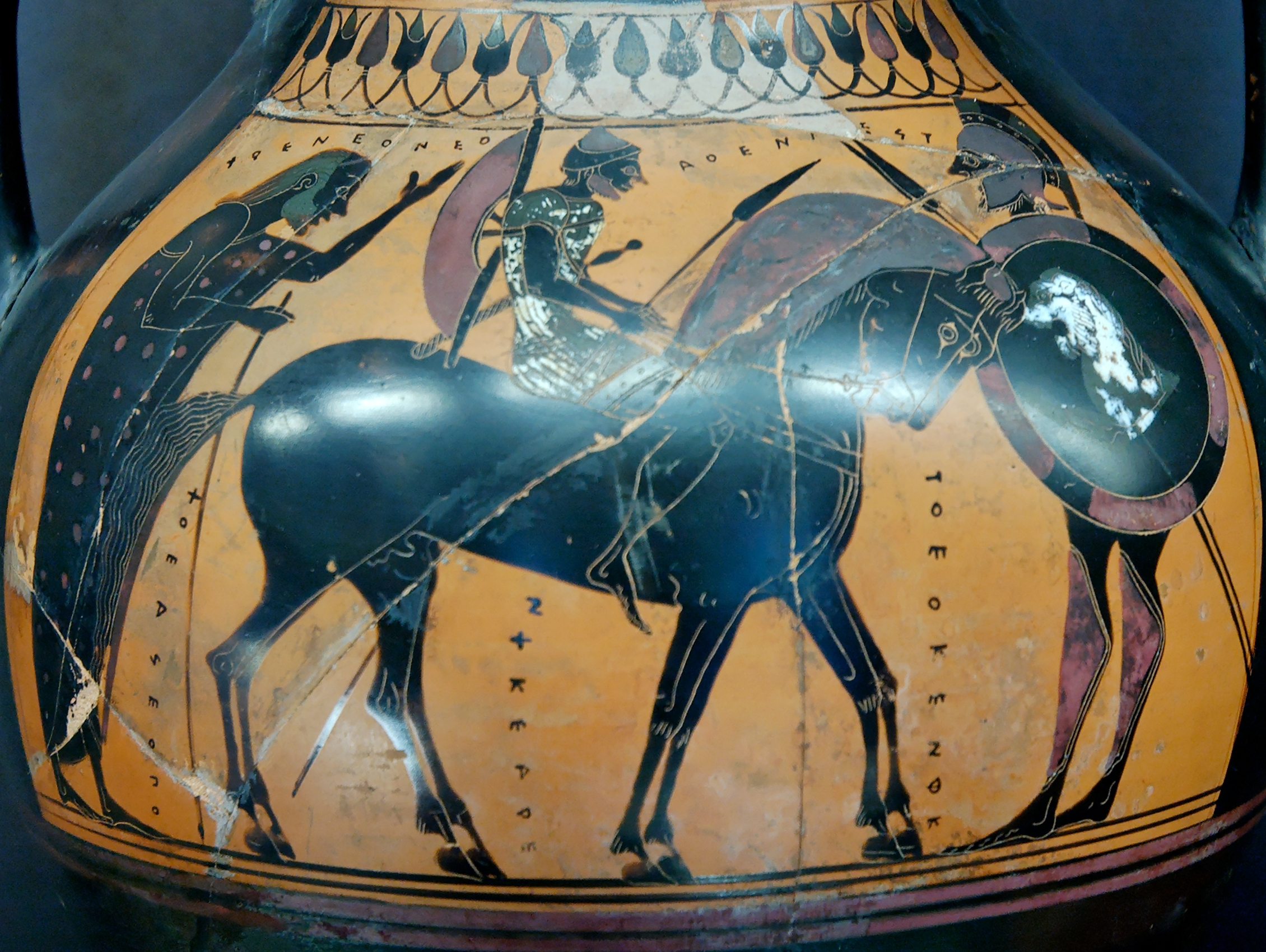
Hippeis tout en armes. Amphore attique, vers -550/–540 (Louvre)

L'Hipparque ou Le Commandant de cavalerie est un traité de Xénophon, destiné à un jeune officier devant prendre le commandement d'un corps de cavalerie athénienne, l'hipparchie.

## Composition

### Chapitre I
Devoirs du commandement de cavalerie … Éducations des cavaliers.… Les phylarques.  …

### Chapitre II
Ordonnance de chaque tribu : dizainiers et serre-files

### Chapitre V
… Moyens 

### Chapitre VI
Moyens de s'assurer le respect et l'obéissance des hommes

### Chapitre IX
… Nécessité de s'assurer la protection des dieux